# South Central Cartel
Das South Central Cartel ist eine US-amerikanische Hip-Hop-Gruppe aus South Central Los Angeles. Ihre Musik wird den Stilen Gangsta-Rap, Hardcore-Rap und Westcoast-Hip-Hop zugerechnet. Anführer der Gruppe sind Gary „Havoc“ Calvin und Austin „Prodeje“ Patterson, die nicht mit den Rappern Havoc und Prodigy von Mobb Deep zu verwechseln sind.

## Geschichte
Die Gruppe gründete sich 1991, nach dem Durchbruch des anderen Rap-Kollektivs von der US-amerikanischen Westküste, N.W.A.
Bereits zu Beginn des Jahres 1992 erschien ihr Debütalbum South Central Madness. Es bekam bereits einige genrespezifische Aufmerksamkeit und erreichte Platz 51 der Top R&B/Hip-Hop Albums des Billboard-Magazins.
Der Durchbruch im Mainstream folgte dann 1994 mit der Veröffentlichung des zweiten Langspielers ’N Gatz We Truss, der auf Rang 32 der Billboard 200 gelangte.
Im Zuge dieses Erfolgs unterschrieb die Gruppe einen Plattenvertrag mit Def Jam Recordings, worüber 1997 das dritte Album All Day Everyday erschien. Nachdem Position 178 in den US-amerikanischen Albencharts erreicht wurde, hatte das Label kein Interesse mehr an einer weiteren Zusammenarbeit.
Deshalb wurde das vierte Werk Concrete Jungle, Vol. 1 independent veröffentlicht. Kommerzielle Bedeutung wurde damit jedoch nicht mehr erreicht, genau wie mit den zahlreichen weiteren Alben, die in den Folgejahren erschienen.

## Diskografie
- 1992: South Central Madness
- 1994: ’N Gatz We Truss
- 1997: All Day Everyday
- 1999: Concrete Jungle, Vol. 1
- 2001: Gangsta Conversation
- 2002: We Have the Right to Remain Violent
- 2003: South Central Hella
- 2006: Random Violence
- 2007: Westurrection
- 2007: Cartel or Die: SCC’s Most Gangsta
- 2009: Chucc N It Up
- 2009: Latest & Greatest

## Weblink
- South Central Cartel bei AllMusic (englisch)